# Windows Live Spaces
Windows Live Spaces (còn được biết đến trước đây là MSN Spaces) là một mô hình Mạng xã hội của Microsoft. Trang web đã được công bố trước đây vào đầu năm 2004 dưới cái tên MSN Spaces, đóng vai trò là phương tiện cạnh tranh của Microsoft đối với những dịch vụ tương tự như MySpace, Bebo và Yahoo! 360°. Windows Live Spaces nhận được khoảng 100 triệu lượt viếng thăm hàng tháng vào tháng 5 năm 2006.

## Công cụ đặc biệt của Windows Live Spaces

### PowerToys
Vài "PowerToys" (tạm dịch là đồ chơi đầy sức mạnh) dành cho người dùng Windows Live Spaces, cho phép họ tinh chỉnh được không gian cá nhân của mình nhiều hơn. PowerToy "Windows Media Player" cho người dùng khả năng chơi nhạc và xem phim trên Không gian Windows Live của họ. PowerToy "Tweak UI", cho phép người dùng khả năng linh hoạt để thay thế phong cách, màu sắc và độ trong suốt của một vài bộ phận của Space, trong khi "Custom HTML" bảo đảm cho người dùng khả năng gọi một vài đoạn mã HTML viết tay (một tính năng thường được dùng để hiển thị thanh giới thiệu và những đồ họa khác).

### Contact Card
Contact Cards (Danh thiếp liên lạc), là một bản tóm tắt những thêm vào mới nhất của thành viên nào đó ở Windows Live Spaces, được tích hợp với Windows Live Messenger, MSN Web Messenger và Sổ liên lạc Hotmail. Nhấn vào biểu tượng thành viên trong danh sách bạn bè, sẽ hiện ra Danh thiếp của thành viên đó, trên đó có ảnh thu nhỏ của những tấm hình mới nhất của họ, một bản tóm tắt những bài viết blog mới nhất và một danh sách ngắn những bài hát vừa nghe từ danh sách nghe nhạc.

## Từ MSN Spaces đến Windows Live Spaces
MSN Spaces là một mô hình Mạng xã hội miễn phí của Microsoft. Trang được công bố vào đầu tháng 12 năm 2004 với mục tiêu cho phép người dùng trao đổi với nhau bằng cách đăng lên suy nghĩ, hình ảnh và sở thích của họ một cách dễ dàng và thuận lợi. Với mục tiêu này, MSN Spaces đã là một đối thủ cạnh tranh tương xứng với những dịch vụ tương tự như MySpace và 360° của Yahoo!.
Ngoài việc được cung cấp phương tiện để chia sẻ suy nghĩ, hình ảnh và sở thích, người dùng MSN Spaces còn được cung cấp hơn 100 theme (bảng phối màu sắc) khác nhau và vài cách trình bày trang khác nhau để chọn cho MSN Space của họ. Người dùng cũng được tùy chọn để quy định quyền truy cập cho khách viếng thăm MSN Space của mình dựa trên mối quan hệ với họ (ví dụ như Bạn bè, Gia đình, v.v...). Khách viếng thăm cũng được thông báo khi các liên lạc của họ cập nhật trang MSN Space của mình. Vào ngày 1 tháng 8 năm 2006, MSN Spaces trở thành một thành viên của mô hình dịch vụ Windows Live, và được đổi tên thành Windows Live Spaces.

### Chuyển đến Spaces

Kiểu trình bày mới của MSN Spaces vào tháng 4 năm 2005

Có sự khác nhau rõ ràng giữa MSN Spaces và Windows Live Spaces, bằng chứng rõ nhất là cơ chế trình bày đã được thiết kế lại. Điều này cho phép người dùng khả năng linh hoạt về mặt trình bày theo đúng nghĩa là "Không gian" của họ, ví dụ như, hiện giờ đã có thể di chuyển "Tựa đề và dòng cuối trang" (Title and Tagline) như một module, trước đó nó bị đặt cứng ở đầu trang. Nó cũng sẽ sửa vài đặc tính bị phê phán nhiều của MSN Spaces, như canh lề nội dung trên màn hình máy tính. MSN Spaces được thiết kế cho độ phân giải 800×600 pixels trở lên, và tất cả nội dung trên trang tràn sang phía bên trái màn hình. Điều này dẫn tới việc trang chỉ chiếm một phần khu vực màn hình với độ phân giải cỡ 1280×1024 pixels, phí phạm một khoảng không lớn phía bên phải. Windows Live Spaces canh tất cả nội dung vào giữa màn hình và dường như được thiết kế để xem tốt nhất với độ phân giải 1024×768 pixels
Địa chỉ url cho tất cả các thành viên MSN Spaces đã địa di chuyển để giữ thương hiệu Windows Live. (Ví dụ - thespacecraft.spaces.msn.com được chuyển tới thespacecraft.spaces.live.com), với địa chỉ cũ vẫn được tiếp tục nhưng thành trang đổi hướng.

### Quảng cáo
MSN Spaces trình bày những quảng cáo bằng chữ nhỏ, thường với những biểu trưng đơn giản ở trên đầu trang. Windows Live Spaces trình bày một banner quảng cáo với kích thước cố định ở định dạng Animated GIF hoặc Adobe Flash. Các thuê bao dịch vụ Windows Live cấp cao có thể tắt các quảng cáo này đi.

### Những vấn đề về trình duyệt
Hiện nay Spaces xem tốt nhất với Microsoft Internet Explorer. Vài người dùng những phiên bản cũ hơn của Mozilla Firefox, nhận thấy trang web hoàn toàn không dùng được (đã có báo lỗi "missing framework" (thiếu framework)). Những phiên bản mới hơn của Mozilla, 5.0 trở lên, không có vấn đề gì khi hiển thị trang. Những người dùng khác báo cáo rằng có lúc trang trình bày không đúng; một lỗi từ MSN Spaces đến giờ. Tuy nhiên, hiện nay, vài lỗi Firefox dường như đã được sửa, như lỗi "missing framework" và lỗi không thể để lại bình luận trên Firefox. Người dùng trình duyệt Safari của Mac OS X không thể thay đổi theme của không gian của họ.

### Hạn chế
Điều khoản và điều kiện sử dụng mà mọi người dùng phải đồng ý khi đăng ký tài khoản Windows Live Space, bảo đảm cho Microsoft được quyền "(1) sử dụng, sao chép, phân phối, tuyên truyền, trình diễn công cộng, tái chế, sửa chữa, thay đổi, biên dịch và định dạng lại Bài viết, trong sự liên quan đến các trang của MSN, và (2) bản quyền các quyền này, với sự cho phép tối đa của pháp luật." Cuối cùng ghi chú rằng "Microsoft sẽ không trả tiền cho Bài viết của bạn." 
Nó cũng nói rằng Windows Live Spaces sẽ kiểm duyệt từ ngữ mà người dùng chọn làm tên của Space, cấm những từ như whore (điếm) hay thứ được gọi là "bảy từ tục tĩu trong tiếng Anh". Hơn nữa, Microsoft đã nhận được những lời chỉ trích vì đã kiểm duyệt những từ "dân chủ" và "tự do" trong cổng điện tử Trung Quốc.
Mặc dù có những công cụ liên lạc và nhắn tin hữu dụng, Windows Live Spaces đã bị chỉ trích là không mạnh mẽ bằng những thứ thay thế khác. Nhiều tạp chí công nghệ thông tin đã đề nghị dùng Windows Sharepoint Services, hay Wiki, thay vì Windows Live Spaces.